# Coppa di Turchia 2019-2020 (pallavolo maschile)
La Coppa di Turchia 2019-2020 si è svolta dal 20 al 25 dicembre 2019: al torneo avrebbero dovuto partecipare dodici squadre di club turche e la vittoria finale non è stata assegnata ad alcuna squadra a causa della sospensione a tempo indeterminato di tutte le competizioni a seguito della pandemia di COVID-19. Originariamente la Final Eight si sarebbe dovuta svolgere a Sivas dal 29 al 31 marzo 2020, ma in seguito era stata riprogrammata ad Ankara dal 27 al 29 marzo 2020.

## Regolamento
Alla competizione prendono parte tutte e 12 le squadre partecipanti alla Efeler Ligi. Al termine del girone di andata di regular season, le prime 4 classificate accedono direttamente alla Final Eight, mentre le formazioni classificate dal quinto al dodicesimo posto, sorteggiati gli abbinamenti, affrontano gli ottavi di finale sfidandosi in gare di andata e ritorno (viene disputato un golden set nella gara di ritorno nel caso in cui le squadre abbiano ottenuto una vittoria a testa per 3-0 o 3-1 nella gara di andata e ritorno o entrambe una vittoria per 3-2 nella gara di andata e ritorno); segue la Final Eight, strutturata in quarti di finale, semifinali e finale in gara unica. 

## Squadre partecipanti
| - Arhavi - Arkas - Bursa BB - Fenerbahçe - Galatasaray - Halkbank | - İnegöl - İstanbul BB - Sorgun - Spor Toto - Tokat - Ziraat Bankası |

## Torneo

### Ottavi di finale

#### Andata
| 20 dicembre 2019 Sorgun Spor Salonu, Sorgun Durata: 2h:15 - Spettatori: 600        | Sorgun | 3 - 2 | Spor Toto   | 22-25, 25-20, 25-23, 16-25, 15-11 |
| 21 dicembre 2019 Ali Yücel Spor Salonu, Tokat Durata: 1h:39 - Spettatori: 350      | Tokat  | 0 - 3 | İstanbul BB | 28-30, 20-25, 23-25               |
| 21 dicembre 2019 İnegöl Kapalı Spor Salonu, İnegöl Durata: 1h:50 - Spettatori: 700 | İnegöl | 3 - 1 | Bursa BB    | 25-19, 22-25, 25-23, 25-20        |
| 22 dicembre 2019 Arhavi Spor Salonu, Arhavi Durata: 1h:16 - Spettatori: 800        | Arhavi | 0 - 3 | Halkbank    | 15-25, 23-25, 15-25               |

#### Ritorno
| 24 dicembre 2019 Başkent Voleybol Salonu, Ankara Durata: 1h:54 - Spettatori: 2 000      | Spor Toto   | 3 - 1 | Sorgun | 25-20, 25-20, 18-25, 25-19            |
| 24 dicembre 2019 Haldun Alagaş Spor Kompleksi, Istanbul Durata: 2h:08 - Spettatori: 120 | İstanbul BB | 3 - 2 | Tokat  | 27-29, 25-22, 25-21, 19-25, 15-13     |
| 26 dicembre 2019 Cengiz Göllü Kapalı Spor Salonu, Bursa Durata: 1h:23 - Spettatori: 500 | Bursa BB    | 3 - 0 | İnegöl | 25-19, 25-21, 25-19 Golden set: 15-10 |
| 25 dicembre 2019 Başkent Voleybol Salonu, Ankara Durata: 1h:13 - Spettatori: 120        | Halkbank    | 3 - 0 | Arhavi | 25-20, 25-19, 25-15                   |